# Medea (Anouilh)
Medea (Medée en su título original) es una obra de teatro del dramaturgo francés Jean Anouilh, estrenada en 1946.

## Argumento
Basada en el mito de Medea, la pieza se centra la acción diez años después de que el personaje haya traicionado a su padre y asesinado a su hermano por el amor de Jasón y la ambición por el Toisón de Oro. Jasón abandona a Medea para unirse a la hija de Creonte, rey de Corinto. Se desencadena la tragedia que acaba con Medea pereciendo entre llamas ante la mirada impasible de Jasón.

## Representaciones destacadas
- Kammerspiele, Hamburgo, 2 de noviembre de 1948. Estreno.[2]
  - Dirección: Robert Michal.
  - Intérprete: Maria Pierenkämper (Médée), Kaspar Brüninghaus (Créon)

- Teatro de Cámara, Barcelona, 28 de enero de 1952.[3][4]
  - Traducción: Antonio de Cabo.
  - Intérpretes: María Pura Beldarrain, Valeriano Andrés, Miguel Ángel, María Cañete, Alfredo Muñiz.

- Théâtre de l'Atelier, París, 25 de marzo de 1953. Estreno en francés.
  - Dirección: André Barsacq.
  - Intérpretes: Michèle Alfa (Médée), Lucien Blondeau (Créon), Jean Servais (Jason), Mady Berry, Jean-Paul Belmondo, Pierre Goutas, Edmond Tamiz, Henri Djanik.